# Santuario della Gloriosa
Il santuario della Gloriosa, comunemente chiamato anche santuario della Madonna del Bosco,  si può annoverare tra i primi santuari sorti in Basilicata. Esso si trova nel territorio del comune di Montemilone, in provincia di Potenza.
La piccola chiesa in stile romanico, con l'annesso eremo dei frati, sorge sulle pendici di una collina, fra rigogliosi boschi di querce: giungendo dalla strada il santuario domina la valle dall'alto.
Avvolto da un paesaggio dalle mille sfaccettature e sfumature, si eleva sopra l'antica grotta dell'oratorio del Casale di San Lorenzo su di un colle a circa 400 m. di altitudine nella cosiddetta "Valle dei Greci" e dista dal centro abitato 2 km.

## Storia e descrizione

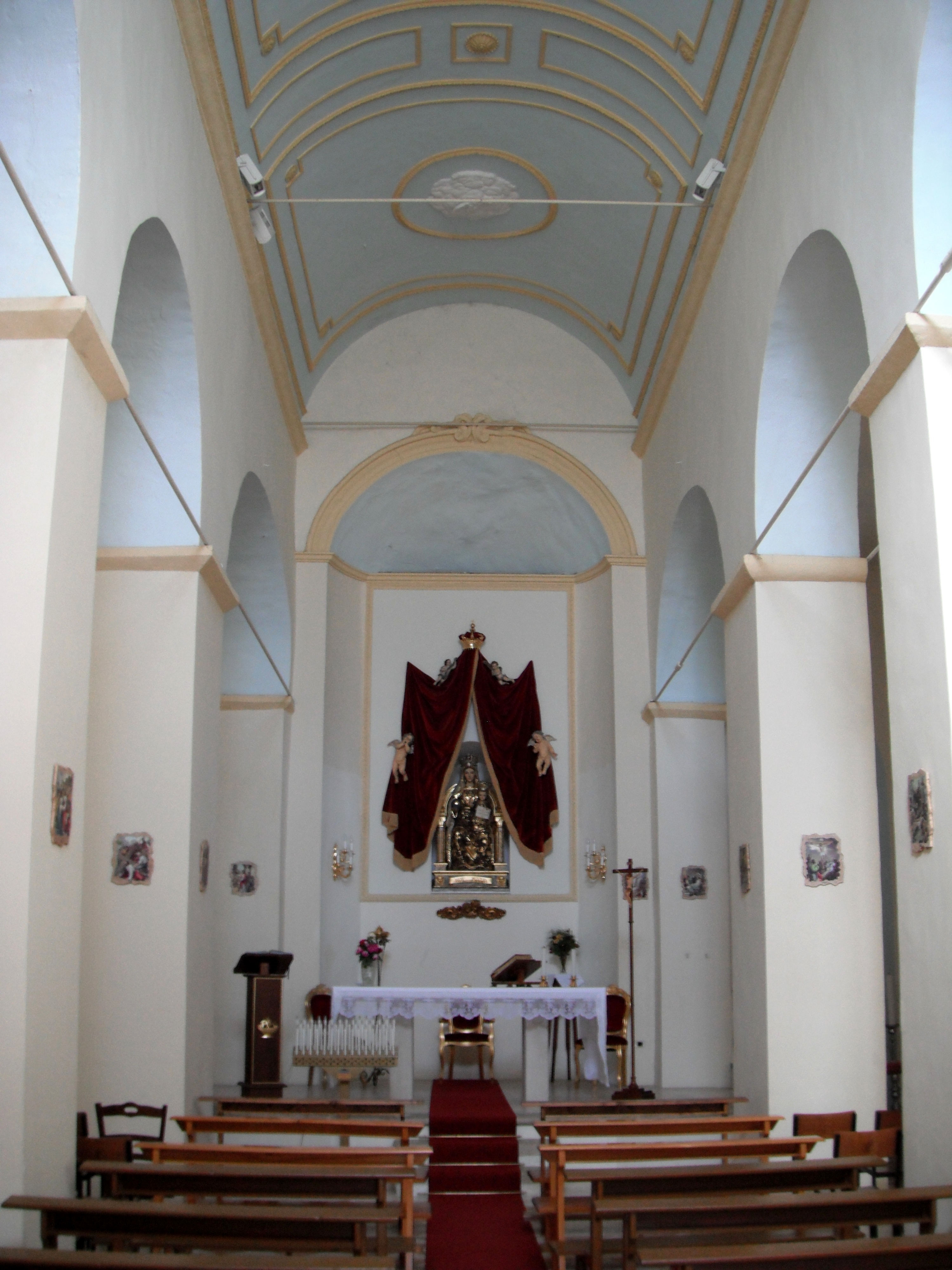
Interno

Il santuario sorse per volere dei monaci basiliani, i quali preferivano far sorgere i loro santuari o conventi sulle rive dei fiumi oppure sui rilievi montuosi, con l'intenzione di sollevare sempre più lo spirito verso il cielo.
I lavori di costruzione iniziano nel 1187 e terminano intorno al 1198, su disegno degli architetti Luigi e Ruggero Sarolo di Muro Lucano, con un contributo della popolazione e con l'approvazione del vescovo di Minervino, ep. Leopardus.
Il santuario è un esempio di architettura romanica, si presenta con le caratteristiche forme chiuse e massicce tipiche di questo stile. Sono rintracciabili però influenze bizantine mediate dai motivi architettonici romanici; la chiesa infatti conserva l'antica pianta a tipologia classica orientale.
La facciata è a salienti, cioè il profilo del tetto segue le differenti altezze delle tre navate: è più alto in corrispondenza di quella centrale e più basso sulle due laterali. Sobria e spoglia, è impreziosita dal piccolo campanile, dal bel rosone ottagonale e dal portale in pietra sormontato da un arco a sesto acuto scavato nella parete.
L'interno consta di un'aula divisa in tre navate da una duplice fila di pilastri a pianta quadrata, con piccolo zoccolo di base e una piastra aggettante smussata a mo' di capitello. Sui pilastri, si impostano i quattro archi che mettono in comunicazione le navate tra loro, quella centrale più ampia delle laterali. 
Il presbiterio è discretamente rilevato e, originariamente, accoglieva l'altare costituito da una gran mensa di pietra poggiata su di un cippo quadrangolare.
L'aula presenta un solo altare (sostituito diverse volte nel corso dei secoli), tre absidi semicircolari, sei pilastri a base quadrata, che scandiscono le tre navate, e archi a tutto sesto. Misura 16.15 m. di lunghezza, 9.47 m. di larghezza e 9.45 m. di altezza. Oggi non possiamo più ammirare le antiche pitture che un tempo decoravano interamente le pareti; un restauro del 1955 ne ha cancellato ogni traccia.
Sul lato sinistro si erge l'eremo, un tempo adibito anche a foresteria, viene fondato dai monaci di san Basilio, ai quali succedono nel 1361 i frati minori di san Francesco. In seguito, tra il 1728 e il 1820, è testimoniata la presenza degli eremiti di Santa Maria della Religiosa o Rigliosa, probabili monaci locali che vivono vita eremitica secondo l'uso bizantino.
Recentemente, ulteriori lavori di restauro, si sono resi necessari per risolvere i problemi strutturali sia del tempio mariano, che dell'adiacente eremo dei frati.